# Lhota-Vlasenice
Lhota-Vlasenice là một làng thuộc huyện Pelhřimov, vùng Vysočina, Cộng hòa Séc.